# مارگوت گراهام
مارگوت گراهام (انگلیسی: Margot Grahame؛ ۲۰ فوریهٔ ۱۹۱۱ – ۱ ژانویهٔ ۱۹۸۲) یک هنرپیشه اهل بریتانیا بود.
از فیلم‌ها یا برنامه‌های تلویزیونی که وی در آن نقش داشته است می‌توان به ژان مقدس اشاره کرد.